# 1-Methoxy-4-methyl-2-nitrobenzol
1-Methoxy-4-methyl-2-nitrobenzol ist eine chemische Verbindung aus der Gruppe der Nitrotoluole und Nitroanisole.

## Herstellung
1-Methoxy-4-methyl-2-nitrobenzol erhält man durch Nitrierung von 4-Methylanisol in wässriger Schwefelsäure. Daneben wird 4-Methyl-2-nitrophenol gebildet.
Alternativ kann eine alkalische wässrige Lösung von 4-Methyl-2-nitrophenol mit Methylchlorid unter Druck zu 1-Methoxy-4-methyl-2-nitrobenzol umgesetzt werden.

## Verwendung
Durch diskontinuierliche katalytische Hydrierung von 1-Methoxy-4-methyl-2-nitrobenzol wird im technischen Maßstab p-Kresidin, ein Ausgangsprodukt für Azofarbstoffe, hergestellt.
Die radikalische Bromierung von 1-Methoxy-4-methyl-2-nitrobenzol in der Benzylstellung mit N-Bromsuccinimid und Benzoylperoxid ergibt 1-Dibrommethyl-4-methoxy-2-nitrobenzol, eine Verbindung, bei der die Nitrogruppe aufgrund der sterischen Hinderung durch die Dibrommethylgruppe aus der Ebene des Benzolrings gedreht wird und die daher chiral ist.